# Johan Gijsen
Johan Gijsen (Roggel, 9 mei 1975) is een Nederlands cultureel ondernemer. Samen met jeugdvriend Bob van Heur richtte hij het internationaal toonaangevende stadsfestival Le Guess Who? op. Gijsen werd gekozen tot Utrechter van het Jaar 2016.
Onder zijn alter-ego Wiekes was Gijsen te horen als dj op festivals als Pinkpop, Into The Great Wide Open en Best Kept Secret.